# Parafia Najświętszego Serca Jezusowego w Żelistrzewie
Parafia Najświętszego Serca Jezusowego w Żelistrzewie – parafia rzymskokatolicka, znajdująca się w archidiecezji gdańskiej, w dekanacie Puck.